# Астерикс и голямата битка
„Астерикс и голямата битка“ (на френски: Astérix et le coup du menhir) е анимационен филм от 1989 г., направен по комикс със същото заглавие.

## Сюжет
Внимание:  Текстът по-долу разкрива сюжета на произведението (или части от него)!
Астерикс се опитва да възвърне паметта на друида, който прави вълшебната отвара, за да победат римляните. Когато селяните разбират за това, те напускат селото. Само Астерикс, Обеликс и Идефикс остават да гледат как легионерите влизат в селцето им, когато нещо внезапно става нещо странно.